# Alzatea
Genre
Espèce
Statut de conservation UICN

 LC  : Préoccupation mineure
Classification APG III (2009)
Famille
Les Alzateaceae sont une famille de plantes à fleurs dicotylédones de l'ordre des Myrtales dont la seule espèce décrite est Alzatea verticillata. Alzatea verticillata est un petit arbre, originaire des Néotropiques. Il s'agit également de la seule espèce appartenant au genre Alzatea.

## Description
Alzatea verticillata a des feuilles opposées, obovales ou elliptiques. Ses fleurs sont actinomorphes et bisexuées, et n'ont pas de corolle. Les fleurs et les fruits sont similaires aux Myrtaceae mais l'ovaire est supérieur. Le fruit est une capsule loculicide.

## Répartition et habitat
Alzatea verticillata habite les forêts humides submontagnardes du Costa Rica et du Panama en Amérique centrale au sud du Pérou et de la Bolivie en Amérique du Sud tropicale . 
Les parents les plus proches de l'« Alzatea » se trouvent dans les familles Penaeaceae, Oliniaceae, Rhynchocalycaceae du sud de l'Afrique.

## Liste des sous-espèces
Selon GBIF (9 octobre 2024) :
- Alzatea verticillata subsp. amplifolia S.A.Graham
- Alzatea verticillata subsp. verticillata

## Phylogénie et systématique
En classification classique de Cronquist (1981), la famille des Alzateaceae est inexistant. En classification phylogénétique APG III (2009), ce taxon a été classé dans l'ordre des Myrtales.
Le nom vient du genre type Alzatea (unique taxon des Alzateaceae NCBI (31 mai 2010) DELTA Angio (31 mai 2010)) a été donné en hommage à l'astronome et géographe  mexicain José Antonio Alzate y Ramírez Santillana (1737-1799).
Selon les botanistes Hipólito Ruiz López et José Antonio Pavón nom correct complet (avec auteur) de l'unique représentante des Alzateaceae  est Alzatea verticillata.